# Brunhilde Plank
Brunhilde Plank (* 3. März 1956 in Rottenmann; † 31. Juli 2001 in Grönland) war eine österreichische AHS-Lehrerin und Politikerin (SPÖ). Plank war zwischen 1999 und 2001 Abgeordnete zum Österreichischen Nationalrat. Plank verunglückte 2001 tödlich, als sie bei einer Trekking-Tour in Grönland abstürzte.

## Ausbildung und Beruf
Plank besuchte zwischen 1962 und 1966 die Volksschule in Ardning und von 1966 bis 1970 die Hauptschule in Liezen. Danach wechselte sie an die Bundeshandelsakademie Liezen, an der sie 1975 die Matura ablegte. Plank studierte ab 1976 Lehramt für Deutsch und Französisch an der Karl-Franzens-Universität Graz und schloss ihr Studium 1983 mit dem akademischen Grad Mag. phil. ab.
Plank war von 1975 bis 1976 als Sekretärin beschäftigt und war zwischen 1984 und 2001 Lehrerin an einer Allgemeinbildenden höheren Schule. 1992 wurde ihr der Berufstitel Professor verliehen.

## Politik
Plank war zwischen 1996 und 2001 Gemeinderätin in Irdning. Sie hatte zudem die Funktion der Bezirksfrauenvorsitzende der SPÖ im Bezirk Liezen inne und war Ortsparteivorsitzende der SPÖ Irdning.
Plank gehörte zwischen dem 29. Oktober 1999 und dem 31. Juli 2001 dem Nationalrat an. Sie war Behindertensprecherin des SPÖ-Parlamentsklubs und galt als eine der Hoffnungsträgerinnen der SPÖ.

## Privates
Plank war Mutter einer Tochter und eines Sohnes.